# Annie Leonard
Annie Leonard nasceu em 1964 em Seattle, Washington, é uma "expert" em matéria de comércio internacional, cooperação internacional, Desenvolvimento sustentável e saúde ambiental. É conhecida como criadora e narradora do documentário de animação The Story of Stuff (A história das coisas), que trata sobre o ciclo de vida de bens materiais.
Também publicou uma versão em livro do filme, lançado em março de 2010 pela Free Press, da Simon & Schuster, os documentários The Story of Cap and Trade e sobre Comércio internacional de emissões, e em 2010, The Story of Bottled Water. No Brasil, seu livro A história da coisas foi lançado pela Zahar.

## Biografia
Annie Leonard formou-se pela Faculdade de Lakeside, e tem uma graduação de Barnard College e graduado pela Universidade de Cornell em planificação urbana e regional.
É co-criadora e coordenadora do GAIA (Global Alliance for Incinerator Alternatives)
e atua nos conselhos de Fórum Internacional de Globalização e Saúde Ambiental.[carece de fontes?]

## Obras
- A história das coisas : como a nossa obsessão pelo consumo excessivo está a destruir o planeta, o que fazer para mudar essa tendência, Presença, 2011.
- A história das coisas; Zahar, 2011.